# Васянович, Валентин Николаевич
Валентин Николаевич Васяно́вич (укр. Валентин Миколайович Васянович; род. 21 июля 1971, Житомир) — украинский кинорежиссёр, сценарист, продюсер, оператор, монтажёр и кинокомпозитор.

## Биография
Родился 21 июля 1971 года в Житомире (ныне Украина). Окончил Музыкальное училище имени Виктора Косенко. Профессиональный путь в кино начинал в КГИТИ имени И. К. Карпенко-Карого, который окончил в 1995 году с дипломом оператора, а в 2000 году — с дипломом режиссёра документального фильма. Занимался в творческих мастерских украинских кинематографистов Алексея Прокопенко и А. И. Коваля.
В 2006—2007 годах учился в Школе режиссёрского мастерства А. Вайды, Польша.

## Фильмография

### Режиссёр
- 2004 — Напротив солнца
- 2012 — Обычное дело
- 2013 — Сумерки
- 2013 — Креденс
- 2016 — Уровень чёрного
- 2019 — Атлантида
- 2021 - Отражение

### Сценарист
- 2012 — Обычное дело
- 2013 — Сумерки
- 2019 — Атлантида

### Продюсер
- 2014 — Племя
- 2019 — Атлантида

### Оператор
- 2013 — Сумерки
- 2014 — Племя
- 2017 — Примирение / Zgoda
- 2019 — Атлантида

### Монтажёр
- 2012 — Обычное дело
- 2014 — Племя
- 2019 — Атлантида

### Композитор
- 2012 — Обычное дело

## Награды и премии
- Вторая премия «Серебряный витязь» Международного кинофестиваля «Золотой Витязь» (1998)
- Первый приз Международный кинофестиваль (2002; Баку) — за лучший документальный фильм
- приз международного жюри Международного фестиваля короткометражных фильмов (2005; Клермон-Ферран, Франция)
- Гран-при фестиваля Международного фестиваля короткометражных фильмов (Нанси, Франция; 2005)
- Гран-при Международного кинофестиваля «Летопись» (2005)
- Диплом за лучший короткометражный фильм Международного кинофестиваля документального кино «Контакт». (2005)
- Награда жюри Международного кинофестиваля в Торонто (2005; Канада)
- Награда жюри Международного кинофестиваля IMAGO (Португалия; 2005)
- премия «Киев» имени И. В. Миколайчука (2005)
- Одесский международный кинофестиваль, Дон Кихот (приз Международной федерации кинопрессы (2012).
- Государственная премия Украины имени Александра Довженко (2015)[4] — за выдающийся творческий вклад в создание художественного фильма «Племя»
- Приз за лучший фильм — «Атлантида» — в программе «Горизонты» на Венецианском кинофестивале[5].
- Специальный приз жюри на Токийском кинофестивале — фильм «Атлантида» (2019)
- Орден «За заслуги» ІІІ степени (9 ноября 2020 года) — за значительный личный вклад в развитие национальной культуры и искусства, весомые творческие достижения и высокое профессиональное мастерство[6]
- Государственная премия Украины им. Т. Шевченко (2021) — за полнометражный игровой фильм «Атлантида»[7].
- Премия «Золотая дзига» (2018)